# Башкиров, Емельян Григорьевич
Башкиров Емелья́н Григо́рьевич (1807 — 1891 или 1887) — основатель нижегородского купеческого рода Башкировых, основатель предприятия «Торговый дом Емельяна Башкирова с сыновьями».

## Биография
Происходил из крепостных села Копнино Нижегородского уезда, младший сын Григория Башкирова, в семье которого были ещё сыновья Семён и Матвей. 
Григорий Башкиров принадлежал помещикам Карповым, а затем генеральше В. Н. Лишевой. Согласно исследованиям И. А. Макарова Емельян Башкиров уже в 1847 году выкупился вместе с семьёй и записался в нижегородское мещанство. По другой версии он в 1850 году был отпущен барином на оброк в Нижний Новгород. Предпочтя портняжному мастерству торговлю, Емельян Башкиров начал своё дело с торговли сеном. К моменту отмены крепостного права в 1861 году ему удалось накопить небольшую сумму денег; купив небольшой дом на окраине Нижнего Новгорода, он перевёз туда свою семью, в которой были  и его трое сыновей: Николай, Яков и Матвей. В отличие от неграмотного отца они умели читать, писать и считать. Приобретя на Нижегородской ярмарке лавку для торговли зерном, он через некоторое время занялся перевозкой по Волге, а затем переработкой зерна: построив первую водяную мельницу на реке Линде у деревни Мыс, а затем — паровую мельницу «Слободскую» в Канавине. 
В 1870 году Емельян Башкиров вступил в первую купеческую гильдию. Открытие нового торгово-мукомольного предприятия «Нижегородского торгового дома Емельяна Башкирова с сыновьями» было засвидетельствовано 23 ноября 1871 года нижегородским нотариусом Шубинским. Во второй половине 1870-х годов ежегодная прибыль фирмы составляла 300—400 тысяч рублей. В 1877 году Башкировы стали «миллионщиками»: чистый капитал фирмы достиг почти 1,2 миллиона рублей.
В 1886 году Емельян Башкиров отошёл от дел.

## Рекомендуемая литература
- Макаров И. А. Башкировы // Карман России. — Н. Новгород: Книги, 2006. — С. 48—98.
- Макаров И. А. Башкировы // Купеческий Нижний. — Н. Новгород: Книги, 2006. — С. 6—32.
- Башкиров с сыновьями // Наш край. — Н. Новгород: Книги, 2006. — С. 184—186.
- Шамшурин В. А. Карман России // Возвращение в Нижний Новгород. — Н. Новгород: Литера, 2009. — С. 91—114.